# ショーナ・ミラー＝ウイボ
ショーナ・ミラー＝ウイボ（Shaunae Miller-Uibo、1994年4月15日 - ）は、バハマの陸上競技選手。専門は短距離走。ナッソー出身。女子200m、400mのバハマ国内記録保持者。
2012年のロンドンオリンピックの女子400mに初出場するが、途中棄権。その後、2015年に北京で開催された世界陸上競技選手権大会の女子400mで銀メダルを獲得。2016年のリオデジャネイロオリンピックでは再び女子400mに出場し、金メダルを獲得、自己ベストを更新した。
開会式では旗手も務めた。
2017年に、エストニアの十種競技の陸上競技選手であるマイセル・ウイボと結婚した。
2021年に開催された東京オリンピックの女子400mでは、ドーハ世界陸上でマークした自己ベストを更新して金メダルを獲得した。

## 主な戦績
| 年   | 大会                           | 開催地           | 種目         | 順位     | 記録      | 備考       |
| ---- | ------------------------------ | ---------------- | ------------ | -------- | --------- | ---------- |
| 2012 | オリンピック                   | ロンドン         | 400m         | 予選敗退 | 途中棄権  |            |
| 2013 | 世界陸上競技選手権大会         | モスクワ         | 200m         | 4位      | 22秒74    |            |
| 2013 | 世界陸上競技選手権大会         | モスクワ         | 4×100mリレー | 予選敗退 | 失格      |            |
| 2014 | コモンウェルスゲームズ         | グラスゴー       | 400m         | 6位      | 53秒08    |            |
| 2014 | コモンウェルスゲームズ         | グラスゴー       | 4×400mリレー | 7位      | 3分34秒86 |            |
| 2015 | 世界陸上競技選手権大会         | 北京             | 400m         | 準優勝   | 49秒67    |            |
| 2015 | 世界陸上競技選手権大会         | 北京             | 4×400mリレー | 予選敗退 | 3分28秒46 | 国内記録   |
| 2016 | オリンピック                   | リオデジャネイロ | 400m         | 優勝     | 49秒44    | 自己記録   |
| 2017 | 世界陸上競技選手権大会         | ロンドン         | 200m         | 3位      | 22秒15    |            |
| 2017 | 世界陸上競技選手権大会         | ロンドン         | 400m         | 4位      | 50秒49    |            |
| 2018 | コモンウェルスゲームズ         | ゴールドコースト | 200m         | 優勝     | 22秒09    |            |
| 2018 | IAAFコンチネンタルカップ       | オストラヴァ     | 200m         | 優勝     | 22秒16    |            |
| 2018 | IAAFコンチネンタルカップ       | オストラヴァ     | 4×100mリレー | 優勝     | 42秒11    |            |
| 2019 | 世界陸上競技選手権大会         | ドーハ           | 400m         | 準優勝   | 48秒37    | エリア記録 |
| 2021 | オリンピック                   | 東京             | 400m         | 優勝     | 48秒36    | エリア記録 |
| 2022 | 世界陸上競技選手権大会         | ユージーン       | 400m         | 優勝     | 49秒11    |            |
| 2022 | 北中米カリブ陸上競技選手権大会 | フリーポート     | 400m         | 優勝     | 49秒40    |            |

## 記録
| 種目   | 記録   | 年月日        | 場所         | 備考     |
| ------ | ------ | ------------- | ------------ | -------- |
| 100m   | 10秒98 | 2020年7月24日 | クラーモント |          |
| 200m   | 21秒74 | 2019年8月29日 | チューリッヒ | 国内記録 |
| 400m   | 48秒36 | 2021年8月6日  | 東京         | 国内記録 |
| 走高跳 | 1.70m  | 2018年6月22日 | ナッソー     |          |
| 走幅跳 | 6.29m  | 2017年4月15日 | クラーモント |          |
| 砲丸投 | 11.70m | 2020年8月15日 | マリエッタ   |          |